# An Trường, Vĩnh Long
An Trường là một xã thuộc tỉnh Vĩnh Long, Việt Nam.

## Địa lý
Xã An Trường có vị trí địa lý:
- Phía đông giáp xã Bình Phú.
- Phía tây giáp xã Hiếu Thành.
- Phía nam giáp xã Tam Ngãi và Tân An.
- Phía bắc giáp xã Càng Long.

Xã An Trường có diện tích 72,61 km², dân số năm 2025 là 45.505 người, mật độ dân số đạt 626 người/km².

## Hành chính
Xã An Trường được chia thành 12 ấp: 3, 3A, 4, 4A, 5, 5A, 6, 6A, 7, 7A, 8, 8A.

## Lịch sử
Sau năm 1975, An Trường là một xã thuộc huyện Càng Long.
Ngày 2 tháng 3 năm 1998, Chính phủ ban hành Nghị định số 13/1998/NĐ-CP về việc thành lập xã An Trường A trên cơ sở 1.658,3 ha diện tích tự nhiên và 9.134 nhân khẩu của xã An Trường.
Sau khi điều chỉnh địa giới hành chính, xã An Trường có 3.070,24 ha diện tích tự nhiên và 15.704 nhân khẩu.
Ngày 16 tháng 6 năm 2025, Ủy ban Thường vụ Quốc hội ban hành Nghị quyết số 1687/NQ-UBTVQH15 về việc sắp xếp các đơn vị hành chính cấp xã của tỉnh Vĩnh Long năm 2025. Theo đó, sắp xếp toàn bộ diện tích tự nhiên, quy mô dân số của các xã An Trường, An Trường A và Tân Bình thành xã mới có tên gọi là xã An Trường.
Sau khi sáp nhập, xã An Trường có 72,61 km² diện tích tự nhiên và dân số 45.505 người.

## Kinh tế - xã hội
Tổng giá trị sản xuất ngành 566.586.800.000 đồng. Trong đó:
- Nông nghiệp: 196.571.000.000 đồng (tăng 14,5% so vơi cùng kỳ)
- Giá trị thủy sản tăng 16,6% so với cùng kỳ.
- Giá trị xây dựng tăng 65% so với cùng kỳ.
- Giá trị công nghiệp- tiểu thủ công nghiệp đạt 205 % tăng 18,6%so với cùng kỳ.

Trên địa bàn có 7 điểm trường công lập (trong đó có 3 trường đạt chuẩn quốc gia).

## Giao thông
Giao thông đối ngoại: Có tuyến Quốc lộ 53 đi qua xã, lộ giới quản lý
lộ 62,5m (tim đường qua 2 bên là 31,25m). Hương lộ 2 lộ giới quản lý là 29m (tim đường qua 2 bên là 14,5m). Hương lộ 39 lộ giới quản lý là 27,5m (tim đường qua 2 bên là 13,75m).
Giao thông đi ngoại của xã đa phần thuận lợi cho các ấp phía tây sông An Trường (ấp 3A, 4A, 5A, 6A, 7A, 8A) các ấp này sử dụng trực tiếp Hương lộ 2 để ra Quốc lộ 53. Các ấp còn lại chỉ sử dụng đal phía đông sông An Trường để đi các nơi rất hạn chế và khó khăn.